# 泰山轟炸機
三菱G7M泰山是第二次世界大戰初期以一式陸攻研製進化為高速遠距離轟炸機，本機是由三菱重工自行研製。原本可以順利完成，但是研製過程中發現多處問題，最後被終止。

## 研發簡史
在珍珠港事件前，三菱重工在1941年初期正生產一式陸攻中，突然海軍經由空技廠提示三菱計劃要求書原案，並下令進行研製「十六試驗陸上轟炸機泰山」（G7M，又稱M60）。
計劃要求書原案是：
- 1.最高速度555.6公里/小時（高度5,500米）
- 2.實用上昇限度為8,000至1,0000米
- 3.航程為7,408公里
- 4.載彈量為1,000公斤
- 5.自衛火力為2公分機炮兩門、4挺7.7毫米機關槍和1/2整體燃料箱外覆防彈橡膠、乘員4至6名

原本是由主任設計師本庄季郎研製，但是發現雙引擎機無法滿足以上要求，需採四引擎機，可是軍方表面上拒絕的理由並非技術問題，而是使用四引擎機時引擎補給困難，飛機整備、使用上也會煩雜，因此要求仍採雙引擎案。
直至1941年8月，高橋已治郎技師代任本庄技師後，提出安裝三菱重工自行研製液冷H型24汽缸2,200馬力「十四試ヌ號」引擎（海軍代號ME2A）輕武裝雙引擎機構想，而重新展開。其實參考來源是納粹德國空軍的亨克He 177轟炸機類似設計，可以達到海軍的飛行和高空性能要求。可是納粹德國發動巴巴羅薩作戰，難以自德國進口精密加工機械，ME2A引擎就中止。
直至9月，換回本庄技師後，提出安裝三菱重工自行研製MK10A引擎。作成最高速度518.6公里/小時、航續距離5556公里，其他要求比照原案的新計劃案。但是軍方又再提出多項新要求強化武裝和提高性能，由於增強武裝關係導致太重，而安裝MK10A引擎定案可能下降，因此再中止。
直至1942年2月至10月，本庄技師指導下的疋田徹郎技師負責計劃而重新展開作業，首先試算完全滿足海軍要求事項的飛機性能應該有什麼水準，即使海軍也承認要求太高，但是在八個月內提出不少要求項目和修定飛行性能數據；例如防彈設備、自衛火力、載彈量、俯衝拉起時荷重倍數、最高速度、航續距離、起飛滑行距離等花了不少時間研製高性能泰山轟炸機。
1943年8月因為轟炸拉包爾而戰局惡化，對武裝與防彈的強化要求高於航續力，配合情勢與＜性能標準＞要求下，安裝MK10A引擎、最高速度以上述計劃要求書原案、航續距離2778公里、自衛火力為上部D式（法國湯普遜式）聯裝動力炮塔為九九式2公分機炮兩門、6挺二年式13.2毫米機關槍、載彈量為1,000至1,500公斤、1,000魚雷×1、燃料箱完全防彈（外覆橡膠）、重要部分裝備防彈裝甲（能抵禦白朗寧M2的.50 BMG穿甲彈，穿甲榴彈和穿甲燃燒彈）、乘員5名。 
1944年6月由於日本海軍官員對銀河轟炸機的飛行性能和載彈量較為滿意，加之中島重工研發的連山轟炸機進展為八成五，和為海軍準備下一個戰役而生產現時軍機，為節省資源，至止，日本海軍歷史上空前絕後重武裝和高性能超重雙引擎轟炸機研製胎死腹中。

## 結論
泰山轟炸機是以一式陸攻为基础，改制成的重武裝和高性能雙引擎重轟炸機，可是日本海軍對泰山性能要求缺乏遠見，不僅同時試作多種性質相近的試作機，性能要求更是再三變化，令廠商有限的設計與製作能力疲於奔命，最终趕不上戰局需要。加之美國海軍換上新武器（F6F地獄貓戰鬥機、近發引信），使雙引擎重轟炸機難以迎戰。战争后期，日本海軍官員又對四發重型轟炸機较为青睐，加之为节省资源，所以中止泰山轰炸机的研製是最好方法。

## 基本資料
- 全長：20.0米
- 全幅：25.00米
- 空重：10,600公斤
- 全備重量（超重時）：16,000公斤
- 最高速度：557公里/小時
- 上昇時間：4,000米為10分
- 航続距離：2,778公里
- 発動機：兩具三菱MK10A 18氣缸星型風冷式引擎（2,500匹馬力）
- 乗員：5名
- 武装：九九式2公分機炮兩門、6挺二年式13.2毫米機關槍
- 載彈量為1,000至1,500公斤、魚雷1,000公斤×1

## 外部連結
- 幻の翼 十六試陸上攻撃機「泰山」 （页面存档备份，存于）